# RNLB Jesse Lumb
Le RNLB Jesse Lumb (ON 822) est un ancien Lifeboat de la RNLI (Royal National Lifeboat Institution) de la classe Watson (en). Il est l'un des plus célèbres canots de sauvetages et a servi à la Bembridge Lifeboat Station (en) sur l'Île de Wight de 1939 à 1970.

Son port d'attache actuel est au Imperial War Museum de Duxford depuis 1980.

Il est enregistré comme bateau du patrimoine maritime du Royaume-Uni par le National Historic Ships UK  en août 1999 et au registre de la National Historic Fleet.

## Conception et construction
Jesse Lumb est un canot de sauvetage de la Watson-class motorisé par deux moteurs diesel avec deux hélices.

Jesse Lumb a été nommé en l'honneur du propriétaire de Folly Hall Mill à Huddersfield qui a financé sa construction. Il a été baptisé le 21 juillet 1939.

## Service
Mis en service à l'été 1939, le Jesse Lumb a servi tout au long de la Seconde Guerre mondiale en sauvant 138 vies pendant le conflit. Dans la nuit du 29/30 janvier 1940, le Jesse Lumb a passé 14 heures en mer par temps de gel pour sauver l'équipage du chalutier Kingston Cairngorm  de Chichester. Le barreur Harry J. Gawn s'est vu décerner la médaille de bronze du Royal National Lifeboat Institution. Le 8 août 1940, au cours de la bataille d'Angleterre, Jesse Lumb est allé sauver l'équipage d'un avion de la Royal Air Force mitraillé par un avion allemand.
Après la Seconde Guerre mondiale, Jesse Lumb a participé à d'autres sauvetages remarquables. Le 5 décembre 1947, il a sauvé les 18 membres d'équipage du chalutier Erraid, et en 1968, il a aidé le sous-marin HMS Alliance après son échouement sur le Bembridge Ledge.

## Conservation
Le service de Jesse Lumb à Bembridge s'est terminé en 1970. Il a ensuite passé quelques années dans la flotte de réserve de la RNLI avant d'être acquis par le l'Imperial War Museum  de Londres et exposé au musée de Duxford dans le Cambridgeshire. Il fait partie de la National Historic Fleet depuis Août 1999, avec le numéro de certificat 1759.